# Conus amplus
Espèce
Conus amplus est une espèce de mollusques gastéropodes marins de la famille des Conidae.
Comme toutes les espèces du genre Conus, ces escargots sont prédateurs et venimeux. Ils sont capables de « piquer » les humains et doivent donc être manipulés avec précaution, voire pas du tout.

## Description
La taille de la coquille varie entre 30 mm et 50 mm.

## Distribution
Cette espèce marine est présente au large des Philippines, de l'Inde et des îles Salomon.

## Taxonomie

### Publication originale
L'espèce Conus amplus a été décrite pour la première fois en 1992 par les malacologistes Dieter Röckel (d) (1922-2015) et Werner Korn,.

### Synonymes
- Conus (Phasmoconus) amplus Röckel & Korn, 1992 · appellation alternative
- Conus nisus Kiener, 1846 · non accepté (Invalide : homonyme junior de C..)
- Invalide : junior homonym of C. nisus Dillwyn, 1817; Conus amplus est un nom de remplacement
- Conus stramineus amplus Röckel & Korn, 1992 · non accepté

## Identifiants taxonomiques
Chaque taxon catalogué par les bases de données biologiques et taxonomiques possède un identifiant qui permet d'établir un point de référence. Les identifiants de Conus amplus dans les principales bases sont les suivants :
CoL : XWVW - GBIF : 6511335 - IRMNG : 11789610 - 